# Pelecopsis robusta
Pelecopsis robusta là một loài nhện trong họ Linyphiidae.
Loài này thuộc chi Pelecopsis. Pelecopsis robusta được miêu tả năm 1990 bởi Weiss.